# Joseph André
Joseph André (Namur, 1908. március 14. – Namur, 1973. június 1.) belga katolikus pap, a namuri egyházközség vezetője. A második világháború alatt zsidó gyermekeknek adott menedéket, ezért 1968-ban Izrael kormányától megkapta a "Világ Igaza" kitüntetést.

## Korai évek
A jezsuiták rendjénél töltött két év után (1926-28) – rossz egészségi állapotát és meggyengült hitét  megerősítenő – belép a szemináriumba. 1936-ban szentelik pappá. Pár évig középiskolai tanár Floeffe-ben, majd a namuri Keresztelő Szt. János egyházközség vezetője lesz.

## Zsidó gyermekek menedéke
1941-ben Belgium német megszállás alá kerül. Joseph André egyszerű, diszkrét vezetése alatt az egyházközség gyermekközpontja – épp a Gestapo központi irodája mellett – egész kis rejtett hálózattá nőtte ki magát. Alkalmanként több mint 20 gyerek lakott itt. Pár napig itt találtak menedéket, mielőtt vallási intézmények vagy vidéki családok felügyeletére bízták volna őket. André atya addig segítőivel vidéken járt házról házra, és ételt koldult számukra. Hús, kenyér, sajt és befogadó család is akadt az ilyen utak során. Személyes kötődése a zsidó néphez és a vallási szabadság iránti tisztelete miatt André atya sose próbálta megtéríteni vagy megkeresztelni ezeket a gyermekeket. Ez idő alatt a Gestapo többször is megfigyelte és kihallgatta. Központja és szervezete mégsem került feltérképezésre, és egészen a háború végéig működött.

## Izraelbarátja
A háború után szociális és karitatív munkát látott el a belga "Service social des Juifs" szervezetében. Namur plébánosaként 1957-től haláláig a Château de Bomel épületében működtetett befogadóközpontot volt elítéltek, illegális emigránsok és politikai menekültek számára.
Mindig érdekelte a zsidó emberek sorsa, és Izrael csodái lebilincselően hatottak rá. Szorosan követte a zsidó állam születésének (1948) eseményeit is. 1968-ban a nemzet legnagyobb kitüntetését, a "Világ Igaza" címet adományozták neki, és nevével fát ültettek Jad Vasem kertjében. A következő évben pedig e törékeny kis embert, aki mindig fekete reverendájában járt, a United Jewish Appeal New Yorkba invitálta, hogy rendezvényükön több százan köszönhessék meg értük tett fáradozásait.

## Halála
Namuri börtönirodájában hunyt el, 1973. június 1-jén.